# Efraim (Roman)
Efraim ist ein Roman von Alfred Andersch, der 1967 im Diogenes Verlag erstmals erschienen ist.

## Inhalt
Der Ich-Erzähler Georg Efraim ist Anfang Vierzig und erfolgreicher Journalist für eine englische Zeitung. Er besucht seine Geburtsstadt Berlin, um im Auftrag seines Freundes und Vorgesetzten Keir mehr über den Verbleib dessen verschollener unehelicher Tochter Esther zu erfahren. Efraim ist jüdischer Abstammung und verbrachte seine Kindheit in Berlin. Es ist sein erster Besuch in Deutschland und in Berlin, seit seine Eltern ihn als zehnjährigen während des Nationalsozialismus zur Sicherheit nach England schickten. Die Berlin-Reise weckt in ihm Erinnerungen an seine Kindheit und lässt ihn über sein Leben reflektieren. Er befindet sich aktuell in einer schweren Schaffenskrise und überlegt, mit dem Journalismus aufzuhören. Er möchte Schriftsteller werden und „ein Buch schreiben“. Insgesamt verbringt er acht Tage in Berlin, um dann wieder nach Rom, seinem aktuellen Arbeitsort, zurückzukehren.

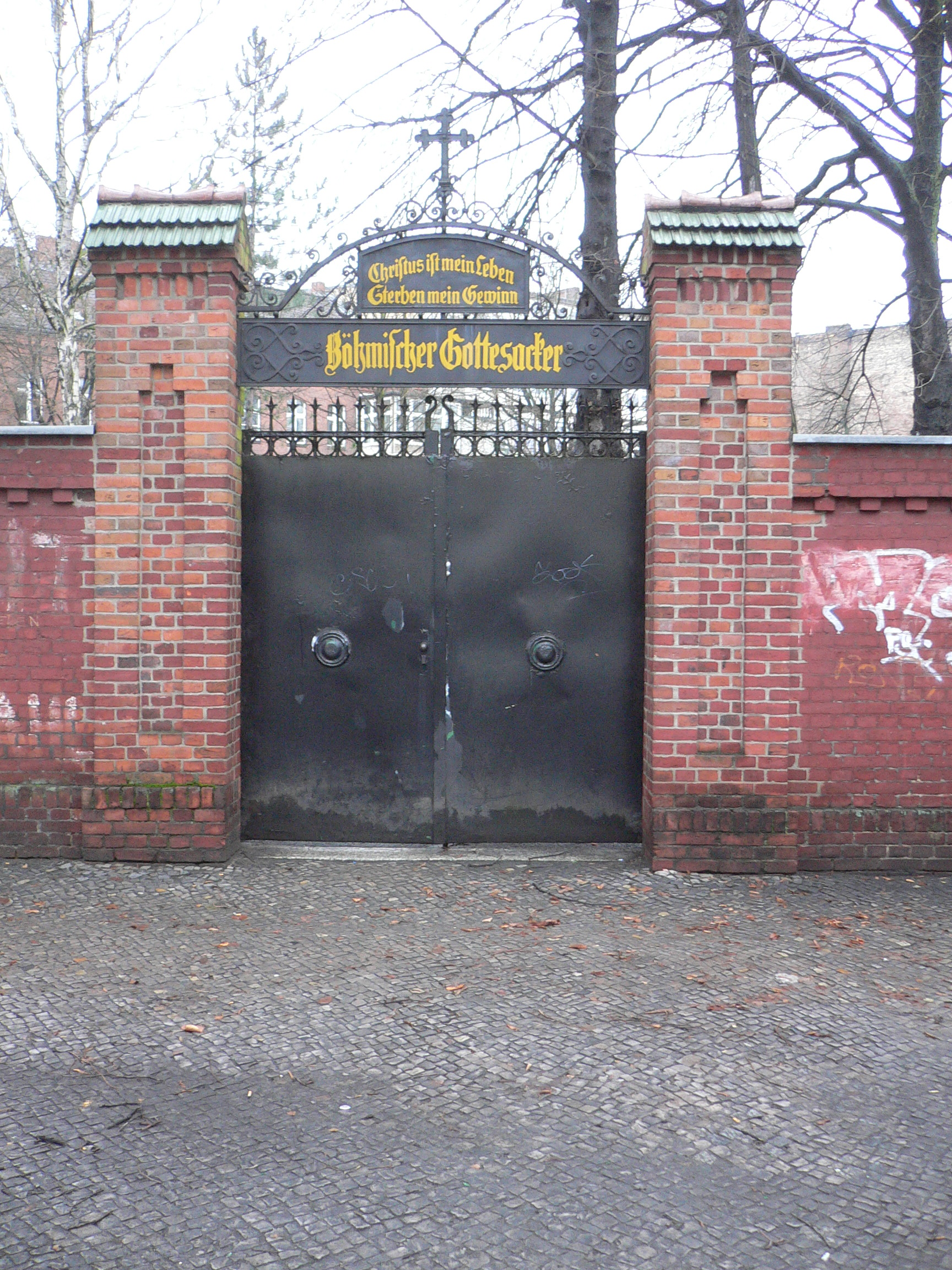
Berlin-Neukölln – Böhmischer Gottesacker, südöstlicher Eingang

## Figuren
Meg Ellis, seine Frau. Sie ist Fotografin und arbeitet ebenfalls für die Zeitung. Sie ist circa dreißig Jahre alt und lebt in London in der (noch) gemeinsamen Wohnung. Aus der ist Efraim aber nach der Trennung nach zwei Jahren Ehe ausgezogen ist. Meg unterhielt Beziehungen zu anderen Männern, was schließlich der Grund für die Trennung war.
Keir Horne, sein Vorgesetzter und väterlicher Freund ist etwa sechzig Jahre alt. Efraim und Keir lernten sich bereits in Italien während des Krieges kennen. Es war Keir, der Efraim zum Journalismus brachte. Keir wurde nach dem Krieg Herausgeber einer englischen Zeitung und Efraim wurde Redakteur bei dieser Zeitung. Keir beauftragt Efraim in Berlin nach seiner Tochter Esther zu suchen, da Efraim diese Tochter – eine Freundin aus der Nachbarschaft – noch aus seiner Berliner Kindheit kennt.
Anna Krystek, seine neue Berliner Bekanntschaft. Efraim lernt Anna zufällig auf einer Party in Berlin kennen. Sie ist Anfang zwanzig, stammt aus Neukölln und hat eine Schauspielausbildung in Ost-Berlin absolviert. Sie schließt sich Efraim spontan an, als dieser die Party nach einem Handgemenge verlassen muss. Gemeinsam mit Efraim schlendern sie durch das nächtliche Berlin. Bei einem zweiten Treffen besuchen sie ihren Vater in Neukölln und spazieren über den „Böhmischen Gottesacker“, ebenfalls in Neukölln.

## Erzählerische Mittel
Der Roman ist in sieben Kapiteln eingeteilt. Die Kapitel haben aber keine Überschriften und sind nur durch Ziffern gekennzeichnet. Sie sind unterschiedlich lang.
Den ganzen Roman durchzieht eine Komposition aus ineinander gewobenen Handlungen, Personen und Schauplätze. Die Personen wechseln in der Erzählung ebenso schnell wie die Schauplätze und die Erzählstränge. Das einzig Konstante in der Erzählung ist die Perspektive des Ich-Erzählers und seine persönliche Lebensgeschichte. Er verliert sich sehr oft in Reflexionen seines Lebens und seiner näheren Umgebung.
Der Roman beginnt mit dem Besuch in Berlin, als der Ich-Erzähler in seinem Hotel in der Nähe das Bahnhofs Zoologischer Garten aufwacht, und endet in Rom, wo der Erzähler in seine dortige Wohnung in einem Hotel zurückkehrt.
Der zeitliche Rahmen der tatsächlichen Handlung erstreckt sich von 1962 bis 1964. Wobei zahlreiche Zeitsprünge in die Vergangenheit des Erzählers, seine Kindheit in Berlin und London und seine Zeit als Journalist in London und anderen Schauplätzen der Welt erfolgen. Vom aktuellen politischen Geschehen werden die Kuba-Krise und die Spiegel-Affäre in den Hintergrund der Handlung eingebaut. Dies vermittelt den Eindruck, hier handele es sich um eine reale Geschichte des Ich-Erzählers und nicht um eine Fiktion, einen Roman.

## Rezeption
Die Kritik des Romans fiel recht unterschiedlich aus. Die Verkaufszahlen brachten ihn im November 1967 in die Spiegel-Bestsellerliste, dennoch fand der Rezensent Rolf Becker zahlreiche kritische Elemente an dem Werk auszusetzen: Einerseits sei der Anspruch des Autors zu hoch angesetzt, andererseits seien seine Formulierungen und Gedankenführung zu banal: „Der weltumgetriebene Pressemensch Efraim, der so »gern stets den Geruch von Blei eingeatmet« hat, der Star-Reporter eines Londoner »conservative paper« (wie er kursiv zu setzen nicht müde wird) -- dieser Efraim also redet doch wohl eher wie ein kerndeutscher Nachtprogramm-Redakteur:“
An anderer Stelle attestiert er dem Autor einen Erzählstiel mit „auffälligen Sprach-Unbeholfenheiten ("aus ins")“ und ein „schummerige »Irgendwie«-Gerede“.
Wie in einer späteren Biografie über Andersch zu lesen war, litt er darunter, nicht die gleiche Anerkennung erhalten zu haben wie andere deutsche Schriftsteller der deutschen Nachkriegsliteratur (Böll, Grass, Schmidt, Köppen etc.)